# Estação Nova Cintra
Nova Cintra é uma das estações da futura Linha 2 do Metrô de Belo Horizonte. Sua inauguração está prevista para o 1º semestre de 2027.